# NGC 1203-1
NGC 1203-1 is een elliptisch sterrenstelsel in het sterrenbeeld Eridanus. Het hemelobject werd in 1886 ontdekt door de Amerikaanse astronoom Francis Preserved Leavenworth. Het sterrenstelsel bevindt zich dicht bij NGC 1203-2.

## Synoniemen
- PGC 11603
- MCG -3-8-70